# Skrajna Rosocha
Skrajna Rosocha (1262 m) – wierzchołek w grzbiecie wznoszącym się pomiędzy Doliną Lejową i Doliną Chochołowską w polskich Tatrach Zachodnich. Wschodnie stoki Skrajnej Rosochy opadają do Doliny Lejowej, zachodnie do Małej Suchej Doliny (odnoga Doliny Chochołowskiej). Skrajna Rosocha od znajdującej się powyżej Zadniej Rosochy (1271 m) oddzielona jest płytką przełęczą Rosochowate Siodło (ok. 1250 m), spod której opada na zachodnią stronę Rosochowaty Żleb.
Skrajna Rosocha jest całkowicie zalesiona. Jest własnością Wspólnoty Leśnej Uprawnionych Ośmiu Wsi. W XIX wieku na jej wschodnich stokach, nieco poniżej wierzchołka, na wysokości około 1240–1250 m n.p.m. znajdowały się kopalnie zwane Lejowymi Baniami. Wydobywano w nich ubogie rudy metali, ich eksploatację jednak przerwano z powodu nieopłacalności.

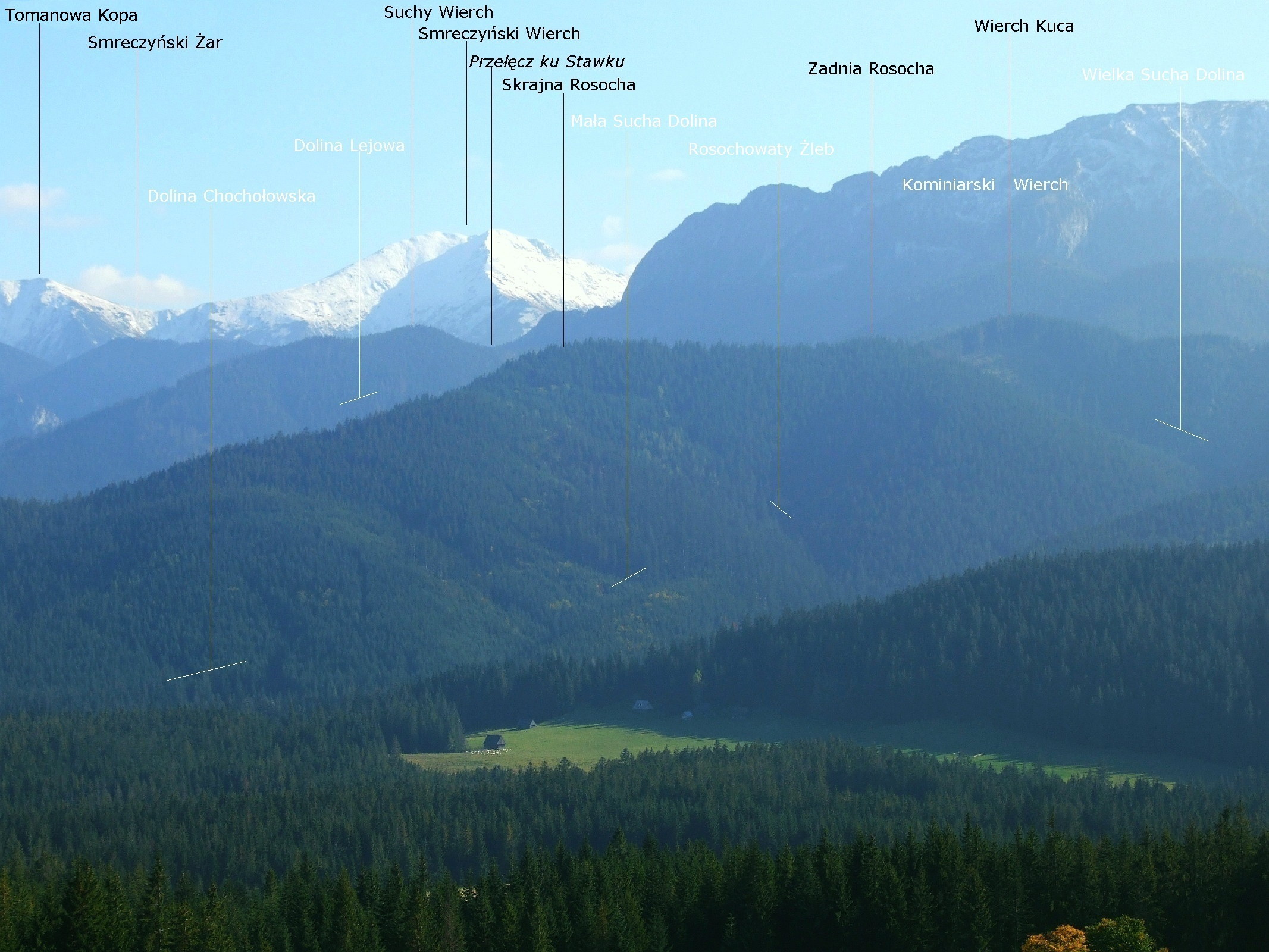
Widok z polany Koszarzyska